# 高麗大山
高麗大山（？—762年），日本奈良時代貴族，高麗朝臣，高句麗渡来人背奈福德之孫。他的官位従五位下・遣高麗大使（遣渤海使）、贈正五位下。

## 經歷
天平19年（747年）與背奈福信從兄弟及弟背奈廣山同受背奈王之賜姓，之後獲賜高麗朝臣之姓。天平勝寶4年（752年）作遣唐使判官入唐，天平勝寶6年（754年）回國，由正六位上至從五位下。
天平寶字5年（761年）任武蔵介及遣渤海使，762年與渤海使王新福歸國，在回程船上病死。最終官位遣高麗大使從五位下，後再昇至贈正五位下。